# 武磊
武磊（1991年11月19日—），出生於江苏省南京市，祖籍山东济南平阴，中国足球运动员，中国国家足球队队员，目前效力于中超俱乐部上海海港，司職前鋒。
武磊是中国职业足球联赛最年轻出场球员的纪录保持者，也是中国职业足球联赛第二年轻的进球者。在2013至2017赛季，武磊连续五年当选中超本土最佳射手。在2018赛季联赛打进27球并打破外援球员十年垄断成为赛季最佳射手。2019年，加盟当时的西甲俱樂部西班牙人，并为其效力三年，共打入13球。2022年8月，武磊重返上海海港，仍为球队主力前锋。

## 球员生涯

### 早年经历
武磊出生于江苏南京，小学时期就读于鼓楼区第一中心小学。武磊年少时就展现出了足球天赋，曾参加江苏舜天组织的足球夏令营，但因身材矮小而未能进入南京本地球队。2003年，武磊小学毕业，在徐根宝弟子、前国脚李红兵的推荐下，武磊进入根宝足球基地。

### 俱乐部生涯

#### 上海东亚/上海上港
2003年3月，武磊到徐根宝开设的根宝足球基地试训，并在6月正式签约，当时被徐根宝视为是中国的马拉多纳。
2006年9月2日，在中国足球乙级联赛第十三轮比赛中，年仅14岁10个月的武磊在以根宝基地球员为基础的上海东亚3比5不敌丽江东巴足球俱乐部的联赛中替补出场，创造了中国职业足球联赛最年轻出场球员的纪录。
2008年8月30日，在中国足球甲级联赛第十五轮比赛中，武磊在和青岛海利丰的比赛中打进一球，当时年仅16岁289天，打破黄博文16岁317天的纪录，仅次于上海东亚队员曹赟定两年前创造的16岁242天的纪录，成为中国职业足球联赛第二年轻的进球者（由于曹赟定在2006年打破纪录时媒体报道甚少，以至于近年来一直误传武磊是中国职业足球联赛最年轻的进球者）。
2009年，武磊代表上海全运队参加全运会足球甲组比赛，并多次成为球队的关键先生，成为上海队夺得冠军的功臣。在2009赛季中甲联赛中，武磊打进了6个球，是上海东亚队的队内最佳射手。在随后的2010赛季与2011赛季的中甲，武磊分别以10球与12球的成绩，继续成为队内头号射手，然而上海东亚在这三年中连续冲击中超资格失败。
2012赛季中甲联赛，武磊和球队终于迎来大爆发，上海东亚最终夺得中超资格，而武磊也以17球的成绩在联赛射手榜上排名第三，同时也是中甲联赛的本土最佳射手。
在2013赛季中超联赛中，上海东亚最终取得第九名，武磊以15粒进球在中超射手榜上排名第三，在本土球员中排名第一。其中，武磊分别在对阵上海申鑫、天津泰达和青岛中能的比赛中上演帽子戏法，成为中国足球职业化以来第一个在单赛季中完成三个帽子戏法的球员。
2018年8月11日，上海上港在主场以2-0击败上海绿地申花，武磊打进个人第89个中超入球超越韩鹏成为中超联赛入球最多的球员。

#### 皇家西班牙人
2019年1月28日，皇家西班牙人體育俱樂部正式宣布武磊将加盟球隊。武磊身披24號球衣為該隊征戰西甲聯賽。
2019年3月2日，在主場對戰巴利亞多利德的比赛中，武磊在第65分鐘踢入個人西甲生涯首球，该进球也成为中國球員在西甲比赛中的第一個進球。上一次有中國球員在歐洲五大聯賽收獲進球，還要追溯到2008年邵佳一在德甲聯賽中的進球。
2019年3月9日，在客场对阵毕尔巴鄂竞技的比赛中，武磊在比赛第8分钟，为队友送出一记助攻，这也是时隔4353天后，中国球员再次在五大联赛送出助攻。上一位中国球员送出助攻是邵佳一在2007年德甲的比赛中。
2019年3月30日，在客场对阵巴塞罗那的加泰罗尼亚德比中，武磊替补出场，成为第一位在诺坎普球场登场的中国足球运动员。
2019年4月24日，武磊在西班牙人主场对阵塞尔塔的比赛中首发出场，并在第33分钟凌空抽射破门，为球队取得1-0的领先。这是他登陆西甲联赛后的第二粒进球。
2019年5月18日，武磊在西班牙人对阵皇家社会的比赛中首发出场，并在第65分钟单刀破门，为球队扩大领先优势。这是武磊登陆西甲联赛后的第三粒进球，同时帮助球队进入欧联杯资格赛阶段。
2019年8月15日，武磊在欧联杯资格赛第三轮次回合西班牙人对阵的比赛中首发出场，这是他在欧洲赛场上的首次登场。在第3分钟接马蒂亚斯·巴尔加斯的传中头球破门。同时他也成为继孙继海和王楚之后，第三位在该项赛事破门的中国球员。在为球队首开纪录的同时，武磊也打进了在欧战的首个进球，并打破了西班牙人俱乐部在欧战中的最快进球记录。
2019年10月3日，欧联杯小组赛第二轮，西班牙人客场对阵莫斯科中央陆军。第64分钟，武磊推射破门打破僵局，取得中国男足球员欧战正赛首球。
2019年11月24日，在西班牙人主场对阵赫塔菲的比赛中，武磊终于打破了新赛季西甲的进球荒，这个进球也帮助西班牙人在上半场结束前扳平了比分。
2020年1月5日，在西班牙人主场对阵巴塞罗那的加泰罗尼亚德比中，武磊替补出场，第88分鐘，武磊推射破門，逼平巴塞罗那，成為首位攻破巴萨球门的中国球员。
2020年2月16日，西班牙人客場挑战塞维利亚比賽中武磊收穫首個西甲客場進球，最終西班牙人2-2戰平塞維利亞。
2020年3月20日，武磊确诊感染2019新型冠狀病毒。而西班牙人俱乐部已有6位一线队成员确诊感染新冠病毒，其中有4位球员。北京时间3月21日下午，中国足协官网证实了这一消息。声明中称，武磊症状轻微，正接受治疗。据报道，中国男足主帥李鐵在3月2日觀看西班牙人比賽，曾與武磊交談。媒体指李鐵應被視為緊密接觸者，而李鐵之後轉到迪拜指揮中国男足集訓，因此中国男足全体球员亦需接受隔離14日。有傳他們將一邊回國繼續訓練，一邊隔離。武磊其后在微博表示“精神状态现在非常好”，另外他的症状也基本上完全消失，并且对肺部也进行了一系列的检查结果，显示肺部没有问题。3月25日，武磊在再次检测新冠病毒测试时已经呈阴性，这也就意味着武磊已经获得了医学解除。而西班牙人俱乐部感染新冠病毒的全部六人都已经转阴。不过，武磊官方团队表示，西班牙媒体报道的一系列武磊新冠病毒感染相关情况及近日复测阴性等内容均不属实。
2020年6月13日，在2019-2020赛季西甲联赛西班牙人对战阿拉维斯的比赛上，武磊在下半场单刀进球，助西班牙人2:0取得复赛开门红。
2020年7月19日，西甲2019-2020赛季第38轮，西班牙人对阵塞尔塔，双方以平局结束比赛，也宣告着西班牙人本赛季正式完结。之前西班牙人遭遇8连败，提前降级，这是球队自1994年以来首次降入西乙。面对这一局面，武磊决定留队。在新华社专访中，武磊表示踢西乙不是失败，“队伍的实力绝对不是最后一名，我相信如果能重新踢一次，最差也不会降级，完全没有想到。”
2021年12月14日，国王杯第二轮，西班牙人客场2-1逆转西丙球队克里斯托竞技，武磊为西班牙人扳平比分，并打破了342天的球荒，戈麦斯打入制胜球。西班牙人第一轮3-2客胜第六级别球队索拉雷斯。

#### 重返上海海港
2022年8月11日，武磊因种种因素离开皇家西班牙人，重返上海海港。2022年9月20日，在对阵河南嵩山龙门的比赛中，武磊与西班牙人时期的队友巴尔加斯一同替补上场，时隔1409天再次登上中超赛场。2022年9月29日，武磊时隔1432天再次代表上海海港首发登场，并梅开二度。
2024年9月21日舉行的中超第26轮比赛中，武磊在比赛中打入一球，打破了此前扎哈维创造的单赛季中超联赛进球纪录。最終武磊在該賽季共打入34球，獲得該賽季中超金靴。

### 国家队生涯
武磊曾先后入选中国U14和中国国少队，但并没有突出的表现。2009年10月，在徐根宝的推荐下，他入选由宿茂臻执教的中国国青队，并受到宿茂臻的重用，成为球队的进攻核心。他在11月进行的亚青赛预赛表现出色，5场比赛打进9个进球，是晉级正选赛的头号功臣。
2010年2月14日，武磊在2010年东亚足球锦标赛对阵香港的比赛中替补海出场，完成国家队首秀。10月，代表中国国青队参加在山东淄博展开的亚青赛。
2013年7月，武磊在东亚杯最后一场和澳大利亚的比赛中首发出场，他在比赛中一传一射，帮助中国队最后以4:3战胜澳大利亚队，这也是武磊在国家队中的首粒进球。
2019年1月11日，武磊在阿联酋亚洲杯小组赛对阵菲律宾队的比赛中打入两粒世界波帮助中国隊提前小组出线。
2025年5月26日，武磊因伤病问题经过国家队医务组的评估无法进行高强度训练，退出国足集训。将在当天上午参加队伍训练后回到上海海港足球俱乐部继续恢复。

## 家庭
武磊是回族。武磊成长于单亲家庭，由父亲养育。其父亲曾从事地质勘探工作，经常需要出远门，为了接送就读于南京鼓楼一中心小学的武磊上下学，他辞去这份工作，白天接送孩子，晚上则当起了夜班执勤的保安。
武磊与妻子仲佳蓓于2014年结婚，并育有一子一女。

## 其他
武磊曾经担任2006年世界杯的护旗手，在西班牙和沙特阿拉伯的比赛中护卫沙特阿拉伯国旗入场。

## 数据统计

### 俱乐部

#### 中國
最後更新：2024年4月1日
| 俱乐部            | 赛季         | 级别         | 联赛 | 联赛 | 足协杯 | 足协杯 | 亚冠2 | 亚冠2 | 其他1 | 其他1 | 总计 | 总计 |
| 俱乐部            | 赛季         | 级别         | 出场 | 进球 | 出场   | 进球   | 出场  | 进球  | 出场  | 进球  | 出场 | 进球 |
| ----------------- | ------------ | ------------ | ---- | ---- | ------ | ------ | ----- | ----- | ----- | ----- | ---- | ---- |
| 上海上港/上海海港 | 2006年       | 中乙         | ?    | 0    | –      | –      | –     | –     | –     | –     | ?    | 0    |
| 上海上港/上海海港 | 2007年       | 中乙         | 1    | 0    | –      | –      | –     | –     | –     | –     | ?    | 0    |
| 上海上港/上海海港 | 2008年       | 中甲         | 24   | 4    | –      | –      | –     | –     | –     | –     | 24   | 4    |
| 上海上港/上海海港 | 2009年       | 中甲         | 22   | 6    | –      | –      | –     | –     | –     | –     | 22   | 6    |
| 上海上港/上海海港 | 2010年       | 中甲         | 23   | 10   | –      | –      | –     | –     | –     | –     | 23   | 10   |
| 上海上港/上海海港 | 2011年       | 中甲         | 25   | 12   | 2      | 0      | –     | –     | –     | –     | 27   | 12   |
| 上海上港/上海海港 | 2012年       | 中甲         | 30   | 17   | 0      | 0      | –     | –     | –     | –     | 30   | 17   |
| 上海上港/上海海港 | 2013年       | 中超         | 27   | 15   | 0      | 0      | –     | –     | –     | –     | 27   | 15   |
| 上海上港/上海海港 | 2014年       | 中超         | 28   | 12   | 0      | 0      | –     | –     | –     | –     | 28   | 12   |
| 上海上港/上海海港 | 2015年       | 中超         | 30   | 14   | 3      | 2      | –     | –     | –     | –     | 33   | 16   |
| 上海上港/上海海港 | 2016年       | 中超         | 30   | 14   | 2      | 1      | 10    | 7     | –     | –     | 42   | 22   |
| 上海上港/上海海港 | 2017年       | 中超         | 28   | 20   | 6      | 1      | 13    | 5     | –     | –     | 47   | 26   |
| 上海上港/上海海港 | 2018年       | 中超         | 29   | 27   | 4      | 1      | 8     | 1     | –     | –     | 41   | 29   |
| 上海上港/上海海港 | 2022年       | 中超         | 12   | 11   | 4      | 2      | –     | –     | –     | –     | 16   | 13   |
| 上海上港/上海海港 | 2023年       | 中超         | 30   | 18   | 1      | 0      | 1     | 0     | –     | –     | 32   | 18   |
| 上海上港/上海海港 | 2024年       | 中超         | 3    | 3    | 0      | 0      | 0     | 0     | 1     | 0     | 4    | 3    |
| 总计              | 总计         | 总计         | 341  | 183  | 22     | 7      | 32    | 13    | 1     | 0     | 396  | 203  |
| 职业生涯总计      | 职业生涯总计 | 职业生涯总计 | 341  | 183  | 22     | 7      | 32    | 13    | 1     | 0     | 396  | 203  |

1 包括中国足球协会超级杯
2 包括附加赛

#### 西班牙
最後更新：2023年6月20日
| 俱乐部       | 赛季         | 级别         | 联赛 | 联赛 | 欧联 | 欧联 | 国王杯 | 国王杯 | 总计 | 总计 |
| 俱乐部       | 赛季         | 级别         | 出场 | 进球 | 出场 | 进球 | 出场   | 进球   | 出场 | 进球 |
| ------------ | ------------ | ------------ | ---- | ---- | ---- | ---- | ------ | ------ | ---- | ---- |
| 西班牙人     | 18-19        | 西甲         | 16   | 3    | –    | –    | –      | –      | 16   | 3    |
| 西班牙人     | 19-20        | 西甲         | 33   | 4    | 3    | 2    | 13     | 2      | 49   | 8    |
| 西班牙人     | 20-21        | 西乙         | 31   | 2    | –    | –    | 3      | 1      | 34   | 3    |
| 西班牙人     | 21-22        | 西甲         | 36   | 1    | –    | –    | 4      | 1      | 40   | 2    |
| 西班牙人     | 总计         | 总计         | 116  | 10   | 3    | 2    | 20     | 4      | 139  | 16   |
| 职业生涯总计 | 职业生涯总计 | 职业生涯总计 | 116  | 10   | 3    | 2    | 20     | 4      | 139  | 16   |

### 国家队进球
最後更新：2024年11月19日
- 仅列出国际A级比赛进球

| 时间           | 地点     | 对手       | 当时比分 | 最终比分 | 赛事                                | 进球(累计) |
| -------------- | -------- | ---------- | -------- | -------- | ----------------------------------- | ---------- |
| 2013年7月28日  | 首尔     |            | 4–1      | 4–3      | 2013年东亚杯                        | 1(1)       |
| 2013年11月15日 | 西安     | 印度尼西亞 | 1–0      | 1–0      | 2015年亞洲盃外圍賽                  | 1(2)       |
| 2014年9月4日   | 鞍山     | 科威特     | 3–1      | 3–1      | 友谊赛                              | 1(3)       |
| 2014年11月18日 | 长沙     | 巴拉圭     | 2–0      | 2–1      | 友谊赛                              | 1(4)       |
| 2015年6月16日  | 廷布     | 不丹       | 2–0      | 6–0      | 2018年世界杯亚洲区资格赛            | 1(5)       |
| 2015年8月9日   | 武汉     | 日本       | 1–0      | 1–1      | 2015年东亚杯                        | 1(6)       |
| 2016年3月29日  | 西安     |            | 2–0      | 2–0      | 2018年世界杯亚洲区资格赛            | 1(7)       |
| 2017年9月5日   | 多哈     |            | 2–1      | 2–1      | 2018年世界杯亚洲区资格赛            | 1(8)       |
| 2018年5月26日  | 南京     | 緬甸       | 1–0      | 1–0      | 友谊赛                              | 1(9)       |
| 2018年6月2日   | 曼谷     | 泰國       | 1–0      | 2–0      | 友谊赛                              | 2(11)      |
| 2018年6月2日   | 曼谷     | 泰國       | 2–0      | 2–0      | 友谊赛                              | 2(11)      |
| 2018年10月6日  | 南京     | 叙利亚     | 2–0      | 2–0      | 友谊赛                              | 1(12)      |
| 2018年12月24日 | 多哈     | 伊拉克     | 1–1      | 1–2      | 友谊赛                              | 1(13)      |
| 2019年1月11日  | 阿布扎比 | 菲律賓     | 1–0      | 3–0      | 2019年亚足联亚洲杯                  | 2(15)      |
| 2019年1月11日  | 阿布扎比 | 菲律賓     | 2–0      | 3–0      | 2019年亚足联亚洲杯                  | 2(15)      |
| 2019年9月10日  | 马累     | 馬爾地夫   | 2–0      | 5–0      | 2022年世界杯亚洲区资格赛            | 1(16)      |
| 2019年10月10日 | 广州     | 關島       | 2–0      | 7-0      | 2022年世界杯亚洲区资格赛            | 1(17)      |
| 2019年11月14日 | 迪拜     | 叙利亚     | 1–1      | 1-2      | 2022年世界杯亚洲区资格赛            | 1(18)      |
| 2021年5月30日  | 苏州     | 關島       | 1–0      | 7–0      | 2022年世界杯亚洲区资格赛            | 2(20)      |
| 2021年5月30日  | 苏州     | 關島       | 3–0      | 7–0      | 2022年世界杯亚洲区资格赛            | 2(20)      |
| 2021年6月8日   | 沙迦     | 菲律賓     | 1–0      | 2-0      | 2022年世界杯亚洲区资格赛            | 1(21)      |
| 2021年6月11日  | 沙迦     | 馬爾地夫   | 2–0      | 5-0      | 2022年世界杯亚洲区资格赛            | 1(22)      |
| 2021年6月16日  | 沙迦     | 叙利亚     | 2–0      | 3-1      | 2022年世界杯亚洲区资格赛            | 1(23)      |
| 2021年10月8日  | 沙迦     | 越南       | 2–0      | 3–2      | 2022年世界杯亚洲区资格赛            | 2(25)      |
| 2021年10月8日  | 沙迦     | 越南       | 3–2      | 3–2      | 2022年世界杯亚洲区资格赛            | 2(25)      |
| 2021年11月11日 | 沙迦     | 阿曼       | 1–1      | 1–1      | 2022年世界杯亚洲区资格赛            | 1(26)      |
| 2021年11月16日 | 沙迦     |            | 1–1      | 1–1      | 2022年世界杯亚洲区资格赛            | 1(27)      |
| 2023年6月16日  | 大连     | 緬甸       | 3–0      | 4–0      | 友谊赛                              | 2(29)      |
| 2023年6月16日  | 大连     | 緬甸       | 4–0      | 4–0      | 友谊赛                              | 2(29)      |
| 2023年6月20日  | 大连     | 巴勒斯坦   | 1–0      | 2–0      | 友谊赛                              | 1(30)      |
| 2023年10月10日 | 大连     | 越南       | 2–0      | 2–0      | 友谊赛                              | 1(31)      |
| 2023年11月16日 | 曼谷     | 泰國       | 1–1      | 1–2      | 2026年国际足联世界杯外围赛 (亚洲区) | 1(32)      |
| 2024年3月21日  | 新加坡   | 新加坡     | 1–0      | 2–2      | 2026年国际足联世界杯外围赛 (亚洲区) | 2(34)      |
| 2024年3月21日  | 新加坡   | 新加坡     | 2–0      | 2–2      | 2026年国际足联世界杯外围赛 (亚洲区) | 2(34)      |
| 2024年3月26日  | 天津     | 新加坡     | 1–0      | 4–1      | 2026年国际足联世界杯外围赛 (亚洲区) | 2(36)      |
| 2024年3月26日  | 天津     | 新加坡     | 3–1      | 4–1      | 2026年国际足联世界杯外围赛 (亚洲区) | 2(36)      |

## 荣誉

### 俱乐部
上海上港
- 中国足球超级联赛冠军(2)：2018、2023
- 中国足球甲级联赛冠军(1)：2012
- 中国足球协会乙级联赛冠军(1)：2007

 西班牙人
- 西班牙足球乙级联赛冠军(1)：2020-21

### 国家队
中国国家队
- 东亚四强赛冠军(1): 2010

### 其他
上海市代表队
- 第十一屆全运会足球比赛冠军(1)：2009

### 个人
- 中国足球先生：2018
- 中国足球超级联赛最佳射手：2018
- 中国足球超级联赛最佳本土射手 (6)：2013、2014、2015、2016、2017、2018
- 中国足球超级联赛最佳阵容 (5)：2014、2015、2016、2017、2018
- 中国足球甲级联赛本土进球最多：2011、2012
- 中国金球奖：2018、2019、2021[34]、2023、2024